# Escudo de la República Centroafricana
El escudo de armas de la República Centroafricana fue adoptado en 1963, en sustitución del anterior escudo de 1958 que reproducía los colores de la bandera estatal.
En la ley núm. 63-394 del 17 de mayo de 1963 está descrito de la siguiente manera:
- Escudo cuartelado: En el primer cuartel, de sinople, un elefante de plata; en el segundo, de plata, un árbol de sinople; en el tercero, de oro, tres estrellas de cuatro puntas de sable, cargadas de un besante de plata; y en el cuarto, de azur, una mano de sable apuntando hacia el cantón diestro del jefe. Sobre el todo, un escusón de gules con un besante de plata en donde está inscrito un mapa de África de sable cargado de una estrella de cinco puntas de oro. Va timbrado con un sol naciente de oro, cargado en la base con la fecha 1.er DÉCEMBRE 1958 (1o de diciembre de 1958), y acoplado de dos banderas estatales a ambos lados. Arriba, una cinta de plata con la inscripción en sango Zo Kwe Zo (Un hombre es un hombre) en letras de sable. Bajo el escudo, la cruz de la Orden del Mérito centroafricano y una cinta de plata con el lema nacional en francés: UNITÉ, DIGNITÉ, TRAVAIL (Unidad, Dignidad, Trabajo) en letras de sable.

El elefante y el árbol, identificado con un baobab, son elementos alusivos a la fauna y la flora del país. La mano es el emblema del MESAN (Movimiento por la Evolución Social del África Negra), que lucha por la independencia del país. El escusón simboliza la libertad de África; también el timbre representa el sol de la libertad, que lleva incorporada la fecha de la independencia del nuevo Estado.
Desde la fecha de aprobación, este escudo solo fue sustituido por otro muy similar entre 1977 y 1979, durante la etapa imperial de Jean-Bédel Bokassa, que incorporaba el águila y la corona del Imperio centroafricano.

## Escudos históricos

Escudo de armas de la República Centroafricana (1958-1963)
Escudo de armas de la República Centroafricana (1963-1976)
Escudo de armas del Imperio Centroafricano (1976-1979)
Escudo de armas de la República Centroafricana (1979-presente)